# Stenoterommata uruguai
Stenoterommata uruguai is een spinnensoort in de taxonomische indeling van de bruine klapdeurspinnen (Nemesiidae).
Stenoterommata uruguai werd in 1995 beschreven door Goloboff.